# Rio Moju (vattendrag i Brasilien, lat -1,67, long -48,44)
Rio Moju är ett vattendrag i Brasilien.   Det ligger i delstaten Pará, i den nordöstra delen av landet, 1 600 km norr om huvudstaden Brasília.
I omgivningarna runt Rio Moju växer i huvudsak städsegrön lövskog. Runt Rio Moju är det glesbefolkat, med 20 invånare per kvadratkilometer.